# Raja (Südsudan)
Raja (arabisch راجا Radscha, DMG Rāǧā, Alternativschreibweise Raga) ist eine kleine Stadt im Südsudan. Seit 2015 ist sie die Hauptstadt des neu gegründeten Bundesstaates Lol.
Die verbreitete Schreibweise Raga trotz der Aussprache „Radscha“ rührt daher, dass sudanesische Ortsnamen zunächst mit einem ägyptischen Transkriptionssystem, welches der ägyptisch-arabischen Aussprache angepasst ist, in die lateinische Schrift übertragen wurden.

## Bevölkerung
Raja liegt im Gebiet verschiedener kleinerer Volksgruppen, die unter der Bezeichnung Fertit zusammengefasst werden und in unterschiedlichem Ausmaß arabisch-islamisch beeinflusst sind.
Gemäß Zensus von 1973 hatte Raja 2446 Einwohner, 1983 lag diese Zahl bei 3377. 2005 lebten nach Angaben des International Rescue Committee 18.970 Menschen in Raja.

## Geschichte
Im Anglo-Ägyptischen Sudan wurde Raja 1906 Hauptort des Western District von Bahr al-Ghazal. Mit der Neuorganisation der Verwaltungsgliederung wurde es 1936 auf einen Polizeiposten reduziert, 1941 jedoch wieder Distrikthauptort.
Im Rahmen der Southern Policy von 1930 bis 1946, die arabisch-islamische Einflüsse aus dem Nordsudan im Südsudan einzudämmen versuchte, wurden verschiedene Volksgruppen, die dem Süden zugerechnet wurden, an die Straße von Wau über Raja nach Boro Medina umgesiedelt, um sie nördlichen Einflüssen zu entziehen. Der Ort Raja wurde leicht verschoben, und den Händlern wurde untersagt, „arabische“ Kleidung zu verkaufen. Die Kolonialverwaltung bat zudem katholische Missionare der Verona Fathers darum, in der Nähe eine Station zu eröffnen, um dem Einfluss des Islam entgegenzuwirken.
Im zweiten Sezessionskrieg im Südsudan 1983–2005 war Raja für die meiste Zeit als Garnisonsstadt unter der Kontrolle der sudanesischen Regierung. Wegen der Straßenverbindung aus dem Norden nach Wau hatte sie strategische Bedeutung und konnte zeitweise auch wirtschaftlich profitieren. 1985 griffen die SPLA-Rebellen Raja erstmals an, weitere Angriffe erfolgten 1986 und 1987. Im Zuge der Kämpfe wurden die Volksgruppen der Feroghe und Njagulgule größtenteils nach Raja vertrieben. 1991 versuchte die SPLA, über Raja nach Darfur vorzudringen.
Die schwersten Kämpfe ereigneten sich 2001, als die SPLA im Juni Raja einnahm und während der Regenzeit bis Oktober unter Kontrolle behalten konnte. Etwa 30.000 Menschen flohen daraufhin in den Norden nach Darfur; nachdem die Regierung Raja und umliegende Orte zurückeroberte, begaben sich weitere Zehntausende in andere Teile von Bahr al-Ghazal oder nach Süden in das von der SPLA kontrollierte Tambura. Die Einnahme von Raja wurde als Zeichen der Stärke der SPLA wahrgenommen.
2004 errichtete die SPLA eine Straße von Tambura nach Deim Zubeir, damit Vertriebene aus Raja direkt statt über Wau dorthin zurückkehren konnten. Dies sollte sicherstellen, dass zur SPLA loyale Fertit sich wieder in Raja und nicht in Wau niederließen.
Unter der südsudanesischen Autonomieregierung wurde 2008 die Straße nach Aweil ausgebessert, und eine Verbindung nach Wau mit vier Stahlbrücken war 2010 in Bau.